# Mandricardo
Mandricardo è un personaggio del ciclo carolingio, presente nell'Orlando innamorato di Matteo Maria Boiardo e nell'Orlando furioso di Ludovico Ariosto.

## Il personaggio
Re saraceno dei Tartari e imperatore di Mongolia, Mandricardo è figlio di Agricane: alleato di Agramante, nell’Orlando furioso è intenzionato soprattutto a vendicare la morte del genitore, ucciso da Orlando nel poema boiardesco. Innamoratosi della bella Doralice, promessa sposa di Rodomonte (Canto XIV), la rapisce e si scontra col rivale in amore (Canti XXIV, XXVI, XXVII), in un combattimento che terminerà senza vincitori né vinti, così come quello successivo con Orlando (Canto XXIII). Mandricardo affronta poi Zerbino, riuscendo a ucciderlo (Canto XXIV): perisce infine ad opera di Ruggiero (Canto XXX), e la sua morte causerà grande afflizione in Doralice, che aveva scoperto di amare il suo rapitore. Nel Canto XXVI  Mandricardo era stato protagonista di una disputa araldica su chi, tra lui e Ruggiero, avesse il diritto a portare l'arma di Ettore, dall'Ariosto blasonata come d'azzurro, all'aquila d'argento.
Nel 1680 il letterato Marco Di Bandarini ne fece il protagonista della sua opera Mandricardo innamorato, qual tratta d'arme, e d'amore.

## Nella cultura di massa
- Nello sceneggiato televisivo del 1975 diretto da Luca Ronconi, Mandricardo è interpretato dall'attore greco Spiros Focas.